# Parc del Centre del Poblenou
El Parc del Centre del Poblenou està situat entre els carrers de Bac de Roda i del Marroc i l'avinguda Diagonal, al barri de Provençals del Poblenou del districte de Sant Martí de Barcelona.

## Història i descripció
Va ser inaugurat el 2008 i té una superfície de 55.600 m². La idea del seu dissenyador, l'arquitecte Jean Nouvel, era la de fer un parc de sol a l'hivern, que comencés a cobrir a la primavera i que a l'estiu es convertís en un parc essencialment d'ombres. El reg gota a gota procedeix d'un gran dipòsit que aprofita les aigües freàtiques. Tanmateix, després de pocs mesos es va descobrir que entre la idea estètica de l'arquitecte i la realitat ecològica hi havia grans discrepàncies.
Des de l'inici, el parc va rebre moltes crítiques, tant dels veïns com d'arquitectes i dels jardiners i professionals: les espècies no serien adaptades a la climatologia, altres necessiten massa aigua i un any i mig després de la inauguració ja eren mortes; Jean Nouvel hauria pensat massa en la forma arquitectural de les plantes, sense tenir en compte els equilibris naturals entre la vegetació i el manteniment. La premsa parlava d'«experiment fallit» i que «aquest arquitecte no havia fet mai jardins», o encara de «parc de concentració».

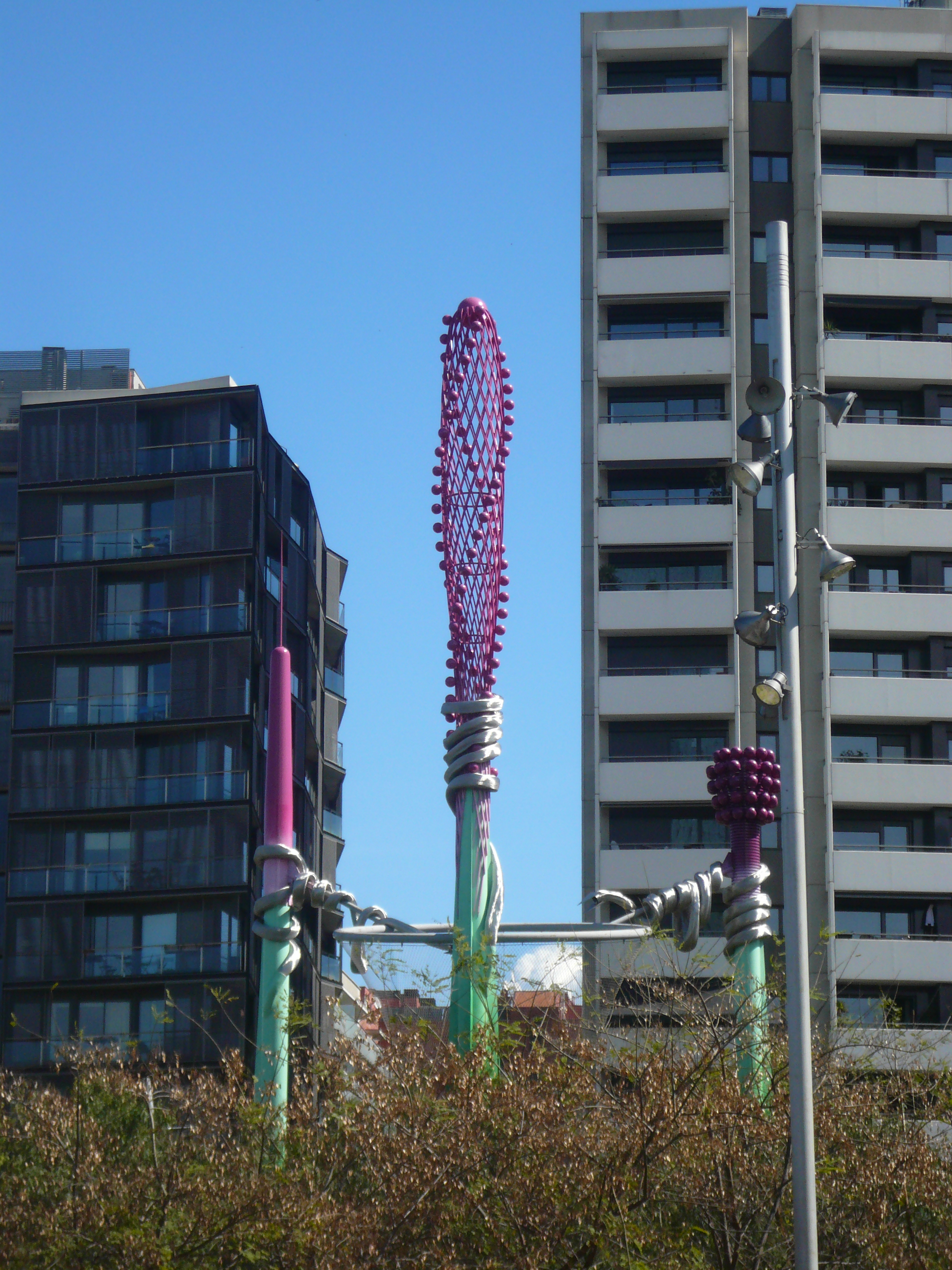
Escultura del parc vista des de la Diagonal